# Ayaan Hirsi Ali
Ayaan Hirsi Ali (tên khai sinh là Ayaan Hirsi Magan) (13 tháng 11 năm 1969 tại Mogadishu, Somalia) là một cựu Nghị sĩ Quốc hội Hà Lan và là một người đấu tranh cho quyền của phụ nữ.
Ngày 15 tháng 5 năm 2006, Chính phủ Hà Lan đã tước bỏ quốc tịch của bà vì bà đã khai man tên của mình khi làm đơn xin tị nạn ở Hà Lan năm 1997. Do đó, Ayaan Hirsi Ali phải từ chức Nghị sĩ Hà Lan mà bà đã giành được trong cuộc bầu cử năm 2003 với tư cách là một đảng viên Đảng Tự do và Dân chủ Nhân dân Hà Lan. Ayaan Hirsi Ali đã tuyên bố sẽ sang Hoa Kỳ định cư.

## Tiểu sử và hoạt động chính trị
Ayaan Hirsi Ali sinh ra trong bộ lạc Darod - một bộ lạc ở Somalia và là con gái của ông Hirsi Magan Isse - một thành viên nổi tiếng của Mặt trận Dân chủ Bảo vệ Somalia (Somali Salvation Democratic Front), người đứng đầu trong cuộc nội chiến ở quốc gia châu Phi này. Lên 5 tuổi, Hirsi Ali phải tham dự lễ cắt bộ phận sinh dục nữ khi cha bà ở nước ngoài. Một năm sau, Hirsi Ali cùng gia đình lần lượt chuyển tới Ả Rập Xê Út, Ethiopia và Kenya. Tại Kenya, bà được học tiếng Anh trong một trường được Cao ủy Liên Hợp Quốc về người tị nạn (UNCHR) bảo trợ.
Năm 1992, do bị cha bà ép phải cưới một người anh họ ở Canada, bà đã quyết định sang Hà Lan tị nạn (chạy trốn từ Đức sau khi sang đây thăm gia đình). Khi nộp đơn xin tị nạn, bà không dùng tên thật của mình là "Ayaan Hirsi Magan" mà thay bằng Ayaan Hirsi Ali. Đồng thời, bà khai mình tị nạn trực tiếp từ Somalia chứ không phải từ Kenya. Sau đó, đơn tị nạn được chấp nhận và bà nhận được giấy phép cư trú.
Tại Hà Lan, Ayaan Hirsi Ali học tiếng Hà Lan rồi lầy bằng thạc sĩ khoa học chính trị ở trường Đại học Leiden. Sau đó bà quyết định từ bỏ đạo Hồi và trở thành người vô thần. Mặc dù đã có liên hệ với Đảng Công nhân Hà Lan khi ở Leiden, năm 2002 bà trở thành thành viên của Đảng Tự do và Dân chủ Nhân dân Hà Lan. Tháng 1 năm 2003, bà được bầu vào Hạ Nghị viện Hà Lan.
Tháng 5 năm 2006, chương trình truyền hình "Zembla" tố cáo Ayaan Hirsi Ali đã khai man tên, tuổi cũng như tên quốc gia trước khi xin tị nạn. Ayaan Hirsi Ali thừa nhận tất cả điều đó và cho biết bà đã công bố về những điều này trong cuốn sách đầu tiên của bà (The Son Factory) xuất bản năm 2002, trong cuộc phỏng vấn trên Tạp chí HP/De Tijd về chính trị số tháng 9 cùng năm cũng như bà đã thông báo cho Đảng Tự do và Dân chủ Nhân dân Hà Lan khi được đề cử vào Quốc hội.
Năm ngày sau, ngày 15 tháng 5, Bộ trưởng Bộ không bộ về Di trú và Hội nhập (Minister without Portfolio for Integration and Immigration) Maria Cornelia Frederika "Rita" Verdonk quyết định tước quốc tịch Hà Lan của Ayaan Hirsi Ali mặc dù hai người cùng là thành viên Đảng Tự do và Dân chủ Nhân dân Hà Lan. Ngày hôm sau, Ayaan Hirsi Ali tuyên bố từ chức Nghị sĩ.
Mặc dù bị mất quốc tịch Hà Lan, Ayaan Hirsi Ali vẫn có quyền ở lại quốc gia này vì giấy phép cư trú của bà vẫn còn giá trị. Nhiều cá nhân cũng như chính Quốc hội Hà Lan đã lên tiếng ủng hộ bà và yêu cầu Chính phủ Hà Lan xét lại quyết định trên. Trong khi đó, Thứ trưởng Ngoại giao Hoa Kỳ Robert Zoellick hoan nghênh Ayaan Hirsi Ali di cư sang Hoa Kỳ.

## Giải thưởng
- Ayaan Hirsi Ali được Nghị sĩ Quốc hội Na Uy Christian Tybring-Gjedde đề cử tranh giải Nobel Hòa bình năm 2006.
- Giải Simone de Beauvoir năm 2008.
- Tạp chí TIME chọn Ayaan Hirsi Ali là một trong 100 người có ảnh hưởng nhất trên thế giới.